# 41号州际公路
41号州际公路（I-41）是一条全长176.33英里（283.78）的州际公路，一端位于芝加哥三州收费公路尽头、威斯康星州-伊利诺伊州州界以南0.9英里（1.4），同I-94和41号美国国道相交，另一端则在格林贝同43号州际公路相交。该公路与41号美国国道、I-894、45号美国国道、I-43以及I-94威斯康星州、伊利诺伊州路段并行。此公路于2015年4月7日正式加入州际公路系统。